# Duc de Bassano
Pour les articles homonymes, voir Bassano.
Le titre de duc de Bassano et de l'Empire a été créé le 15 août 1809 par Napoléon Ier au profit de Hugues-Bernard Maret (1763-1839), secrétaire d'État (sous le Consulat), ministre des Affaires étrangères (1811-1813).

## Histoire
Le titre de duc de Bassano et de l'Empire renvoie à la ville de Bassano en Italie.
Le duc de Bassano a été élevé à la pairie en 1815 (2 juin : Cent-Jours) puis le 19 novembre 1831 (Monarchie de Juillet).
Les derniers descendants des trois ducs de Bassano successifs sont les familles Lepic et d'Orglandes, les deux filles de Claire de Bassano-Blount n'ayant pas eu d'enfants.

## Liste chronologique des ducs de Bassano
1. 1809-1839 : Hugues-Bernard Maret (1763-1839), 1er duc de Bassano, secrétaire d'État puis ministre des Affaires étrangères (1811-1813).
2. 1839-1898 : Napoléon Hugues Joseph Maret de Bassano (1803-1898), 2e duc de Bassano, sénateur du Second Empire, grand chambellan de France, fils du précédent.
3. 1898-1906 : Napoléon Hugues Charles (Marie Ghislain) Maret de Bassano (1844-1906), 3e duc de Bassano, fils du précédent.

Le 3e duc de Bassano meurt sans postérité masculine. Le titre de duc de Bassano s'éteint avec lui en 1906 et le nom de Maret de Bassano en 1965 avec la mort de Marie Maret de Bassano (ép. Louis Charles Joseph de Salviac de Viel Castel) dont descendent les familles Lepic et d'Orglandes. Ni l'une ni l'autre de ces familles n'a, à ce jour, relevé le nom de Bassano.